# ESO 347-8
ESO 347-8 (również AM 2318-420) – galaktyka nieregularna znajdująca się w konstelacji Żurawia w odległości 70 milionów lat świetlnych. Przed wykonaniem pomiaru przesunięcia ku czerwieni tej galaktyki, była uważana za kandydata na członka Grupy Lokalnej.